# La Puta Opepé
La Puta Opepé és un grup mallorquí de música rap en castellà, pioner d'aquest estil a l'illa a la dècada del 1990. Raggaflá i Los Cuñaos del Fonk són àlies que han utilitzat els membres de La Puta Opepé depenent del tipus de música que realitzessin.
En 1993 van gravar la seva primera maqueta com a grup, Esplendor en la yerba, materialitzant la seva primera referència com a grup. Una maqueta que va sorprendre per la gran acollida de què va gaudir en l'incipient escena hip-hop estatal, donant com a resultat l'enregistrament professional del seu primer disc, Vacaciones en el mar, el 1996.

## Discografia

### Amb La Puta Opepé
- Esplendor en la yerba (maqueta, 1993)
- Vacaciones en el mar" (Yo Gano, LP, 1996)
- Batalla de cazalla (Yo Gano, maxisenzill, 1998)
- Regreso al futuro (Boa Music, LP, 2013)[4]

### Amb Los Cuñaos Del Fonk
- Sifón y jerna" (Yo Gano, maxisenzill, 2000)[5]
- Chanelance (Yo Gano, LP, 2000)
- Los Cuñaos remezclaos" (Yo Gano, maxisenzill, 2000)

### Amb Raggaflá
- Josemari (Yo Gano, maxisenzill, 2002)
- El Sistema (Yo Gano, LP, 2002)
- Rmx (Yo Gano, LP, 2003)